# Nhập thành
Nhập thành là một nước đi đặc biệt trong cờ vua, trong đó vua và một trong hai quân xe tham gia vào việc di chuyển. Khi nhập thành vua di chuyển qua 2 ô về phía quân xe tham gia nhập thành, và sau đó di chuyển quân xe tới ô mà quân vua vừa di chuyển qua sao cho nó nằm ngay bên cạnh quân vua.
Việc nhập thành chỉ được phép nếu cả quân vua và quân xe chưa từng di chuyển trước đó; các ô giữa quân vua và quân xe không có quân nào nằm giữa; các ô mà vua sẽ di chuyển qua không nằm dưới sự kiểm soát (ô hay đường nằm trong tầm chiếu) của quân đối phương, cũng như việc nhập thành không làm được khi bị chiếu. Nhập thành là nước đi duy nhất trong cờ vua mà hai quân được di chuyển cùng một lúc.
Nhập thành là một cải tiến tương đối gần đây của người châu Âu đối với cờ vua, có lẽ vào khoảng thế kỷ 14 hay thế kỷ 15. Vì thế, các phiên bản cờ vua trước đây của người châu Á đã không có nước đi này.

## Điều kiện nhập thành
Việc nhập thành chỉ có thể được phép nếu tất cả các điều kiện sau được đảm bảo vào thời điểm thực hiện việc nhập thành:
1. Quân vua chưa bao giờ bị di chuyển.
2. Quân xe tham gia vào nhập thành cũng chưa bao giờ bị di chuyển.
3. Không có quân nào nằm giữa vua và xe đó.
4. Các ô mà vua sẽ di chuyển qua không nằm dưới sự kiểm soát (ô hay đường nằm trong tầm chiếu) của quân đối phương, cũng như việc nhập thành không làm được khi bị chiếu.

Một số người còn cho là các yêu cầu cho việc nhập thành còn phức tạp hơn những quy tắc trên đây, nhưng điều đó là sai lầm. Để làm rõ vấn đề này, cần khẳng định là nhập thành vẫn có thể thực hiện khi:
1. Xe tham gia nhập thành có thể đang bị tấn công.
2. Xe tham gia nhập thành có thể di chuyển qua hoặc đứng vào các ô bị kiểm soát bởi quân đối phương.
3. Vua có thể đã từng bị chiếu trước đây, nhưng miễn có quân hộ giá và không bị chiếu ở thời điểm nhập thành.

## Ký hiệu
Ký hiệu cho nhập thành gần là 0-0 và nhập thành xa là 0-0-0, trong cả các hệ thống miêu tả và đại số. Nói chung người ta hay nhập thành gần, và rất ít khi cả hai người chơi cùng nhập thành xa. Nếu một người nhập thành gần còn người kia nhập thành xa, người ta gọi nó là nhập thành ngược nhau. Kiểu nhập thành này thông thường tạo ra các trận đấu mang tính tấn công của cả hai bên về phía vua đối phương do cả hai đều có khả năng lớn trong việc di chuyển quân để tấn công vua đối phương mà không làm suy yếu cấu trúc tốt đang bảo vệ vua của mình. Một ví dụ là phương án Rồng (Dragon Variation) của Phòng thủ Sicilia.

## Chiến thuật khi nhập thành
Nhập thành gần tương đối an toàn cho vua hơn, do vua được đặt gần với góc của bàn cờ và tất cả các tốt ở cạnh vị trí nhập thành (f2, g2, h2 hay f7, g7, h7) đều được nó bảo vệ. Trong nhập thành xa, vua nằm gần trung tâm hơn và tốt tại cột a khi đó không được bảo vệ; tuy nhiên vua thường di chuyển tới cột b để bảo vệ tốt cũng như để tránh xa khu trung tâm bàn cờ. Ngược lại, nhập thành xa lại có xe cơ động hơn—nó nằm tại cột d, và thông thường là có thể hoạt động tích cực ngay, trong khi với nhập thành gần thì người ta lại hay cần có một nước đi để di chuyển xe từ cột f tới vị trí tích cực hơn. Một khác biệt nữa là khi nhập thành xa người ta phải di chuyển hậu trước đó; vì thế, nó có thể phải mất nhiều nước đi hơn so với nhập thành gần.
Nhập thành là một mục tiêu quan trọng ở phần khai cuộc, vì nó phục vụ cho hai mục đích: di chuyển vua tới vị trí an toàn hơn, đưa xe vào vị trí tích cực hơn. Nếu vua bị ép buộc phải di chuyển trước khi có cơ hội nhập thành thì người chơi vẫn có thể mong muốn đưa nó vào vị trí an toàn ở góc bàn cờ và xe ra phía các cột trung tâm. Khi đó thường họ phải mất 3-4 nước đi để thực hiện việc mà khi nhập thành chỉ mất 1 nước đi, đôi khi người ta gọi nó là nhập thành giả.

## Thực hiện
Để thực hiện nhập thành người chơi cần cầm quân vua trước, di chuyển nó đến ô cùng màu gần nhất, rồi sau đó chuyển xe qua đặt bên cạnh vua. Nếu nhập thành gần thì xe vốn ở bên phải vua, sẽ chuyển tới ô bên trái cạnh vua; nếu nhập thành xa thì xe vốn ở bên trái vua, sẽ chuyển tới ô bên phải cạnh vua.
Người thực hiện nhập thành di chuyển vua và xe bằng chính tay vừa cầm quân vua. Mặc dù một số người chơi thực hiện nhập thành bằng cách một tay cầm vua, một tay cầm xe, nhưng điều này trái với quy tắc của cờ vua do FIDE ban hành là mỗi một nước đi chỉ có thể thực hiện bằng một tay. Theo các quy tắc của phần lớn các giải đấu thì nếu người chơi cầm quân xe trước thì bị coi là di chuyển xe chứ không phải thực hiện nhập thành.
Một số biến thể cờ vua có các quy tắc đã sửa đổi cho việc nhập thành để phù hợp với các vị trí đã thay đổi. Ví dụ, xem thêm các quy tắc của Chess960.
Trong việc giải cờ thế hay phân tích ngược các nước đi của loại hình cờ này, việc nhập thành được coi là được phép nếu vua và xe vẫn đứng tại vị trí ban đầu của mình (và các quy tắc nhập thành vẫn được đảm bảo), ngoại trừ việc phân tích ngược cho thấy một hoặc cả hai quân này đã từng di chuyển khỏi vị trí đó.